# Radiculopatia
La radiculopatia, també coneguda popularment com a nervi pinçat, es refereix a un conjunt de trastorns en què un o més nervis estan afectats i no funcionen correctament (una neuropatia). La radiculopatia pot provocar dolor radicular, debilitat, sensació alterada (parestèsia) o dificultat per controlar músculs específics (parèsia). Es produeix quan l'os (habitualment l'os o els osteòfits d'una vèrtebra) o el teixit circumdant, com el cartílag (habitualment el disc intervertebral), els músculs o els tendons, exerceixen pressió sobre el nervi i afecten la seva funció.
En una radiculopatia, el problema es produeix a l'arrel del nervi o prop de l'arrel, o, menys freqüentment, poc després de la seva sortida de la medul·la espinal. No obstant això, el dolor o altres símptomes sovint s'irradien a la part del cos servida per aquest nervi. Per exemple, un impacte de l'arrel nerviosa al coll pot produir dolor i debilitat a l'avantbraç. Així mateix, es pot manifestar un impacte a la columna lumbar o el sacra amb símptomes a la cama o al peu.
El dolor radicular que resulta d'una radiculopatia no s'ha de confondre amb el dolor referit, que és diferent tant pel que fa al mecanisme com a les característiques clíniques. La poliradiculopatia es un trastorn en què es veu afectada més d'una arrel nerviosa espinal.